# Kostel svatého Jakuba Většího (Ruprechtice)
Kostel svatého Jakuba Většího je římskokatolický kostel v Ruprechticích. K areálu kostela náleží ještě zděná zvonice z 16. století a fara. Kostel patří do broumovské skupiny barokních kostelů. Je chráněn jako kulturní památka a od 1. července 2022 také jako národní kulturní památka.

## Historie
Kostel nechal postavit opat Otmar Daniel Zinke v místech původního dřevěného farního kostela zmiňovaného roku 1386. Stavba nového kostela byla započata roku 1720 dle projektu Kryštofa Dientzenhofera. Stavbu kostela na osmibokém půdorysu však řídil jeho syn Kilián Ignác Dientzenhofer. Kostel byl vysvěcen roku 1723. Původní kostelní zvony byly zrekvírovány během první světové války.

## Interiér

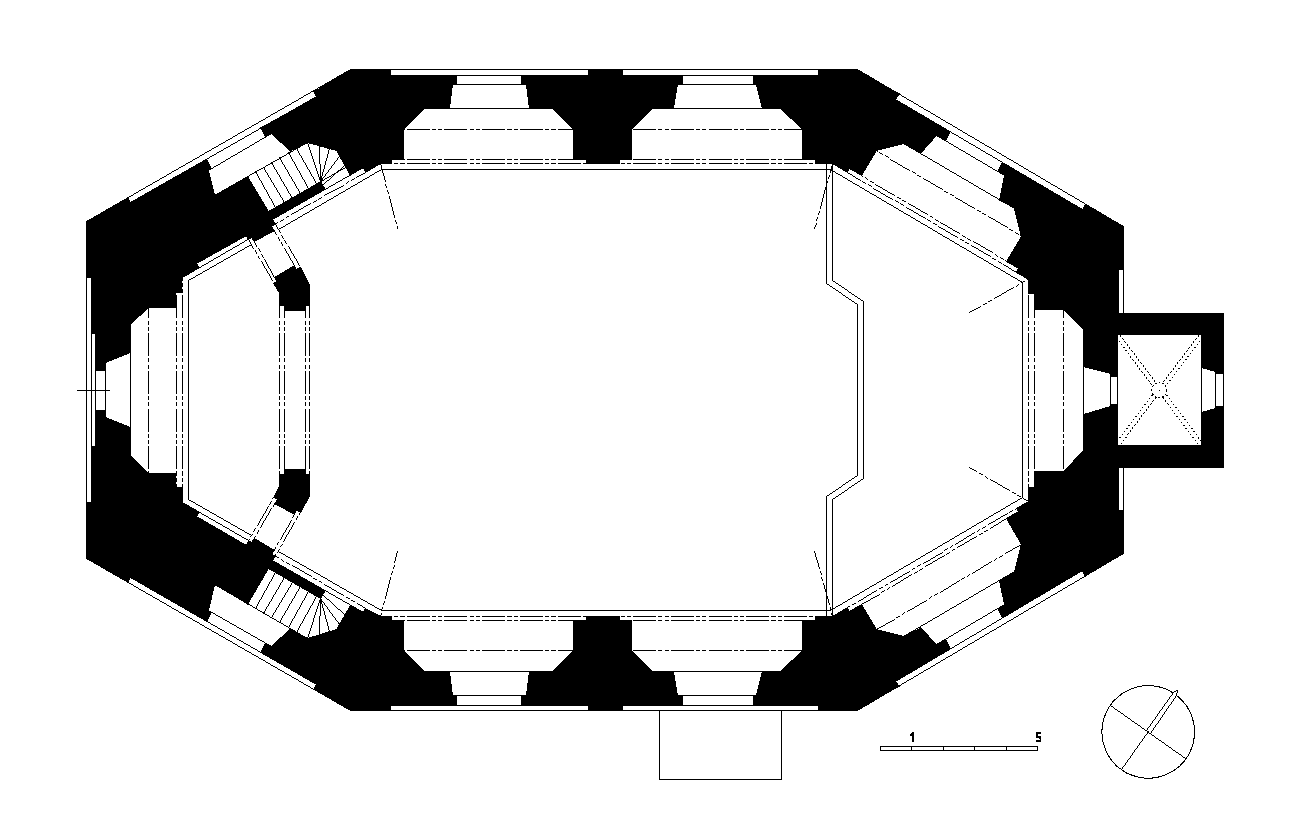
Půdorys kostela

Novobarokní hlavní oltář byl roku 1997 doplněn obrazem svatého Jakuba Většího od ukrajinského malíře Vjačeslava Iljašenka. K vnitřnímu zařízení patří barokní kazatelna s figurálními reliéfy.

## Exteriér
K jednolodnímu kostelu přiléhá sakristie a předsíňka. Nad vchodem kostela je vsazena šestiboká mramorová deska s nápisem ''FILIO / TONITRUI / S.IACOBO MAJORI /EXCITAVIT 1721 / O.A.B.“, což v překladu znamená Synovi hromu, sv. Jakubu Většímu zbudoval Otmar, broumovský opat. V blízkosti kostela stojí renesanční dvoupatrová zvonice z druhé poloviny 16. století. Zvonice, stojící jihovýchodně od kostela, je v přízemí zaklenuta křížovou klenbou a slouží jako brána na hřbitov.

## Bohoslužby
Bohoslužby se konají první a čtvrtou neděli v měsíci od 16 hodin.

## Galerie

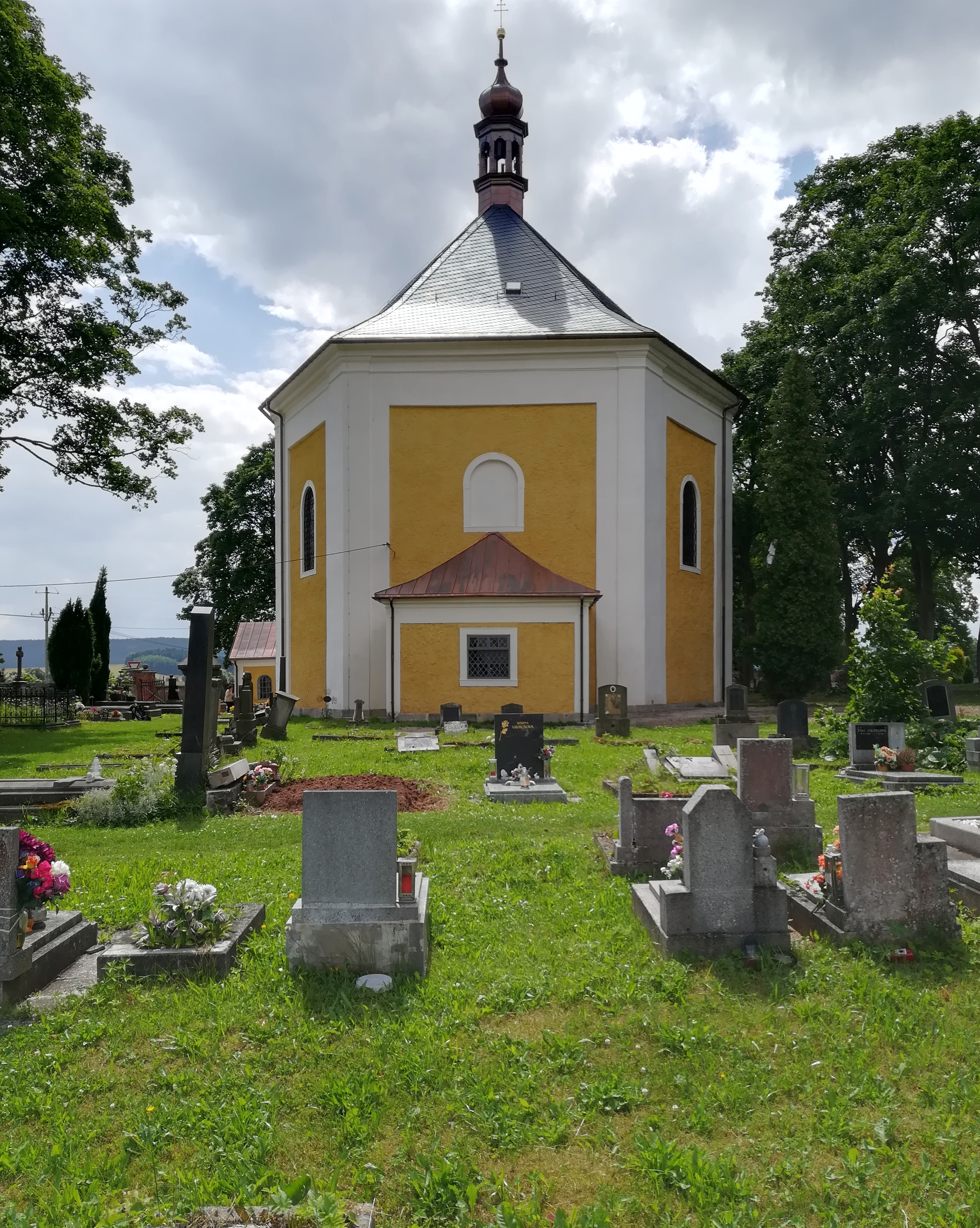
Závěr kostela
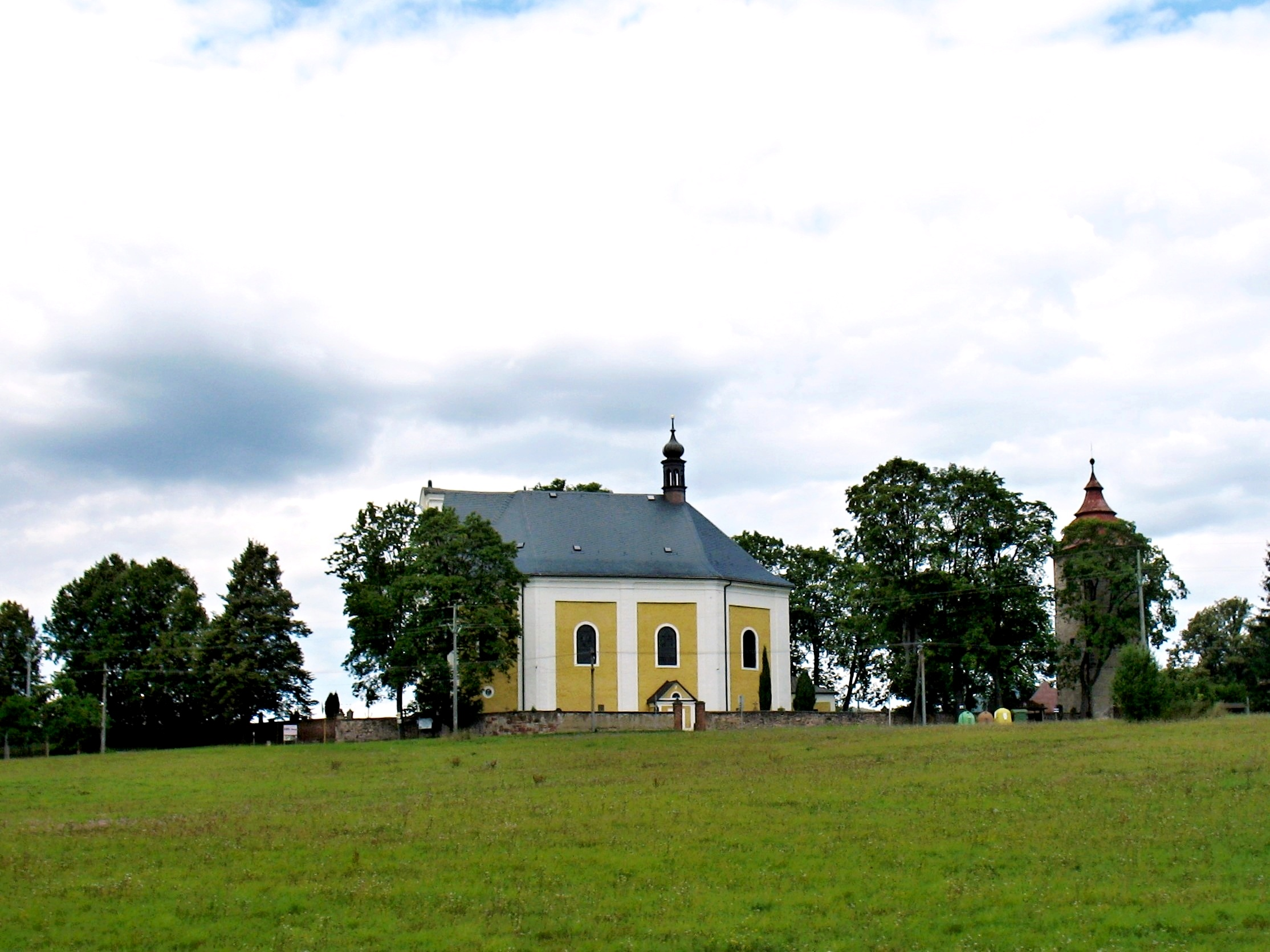
Pohled od jihu
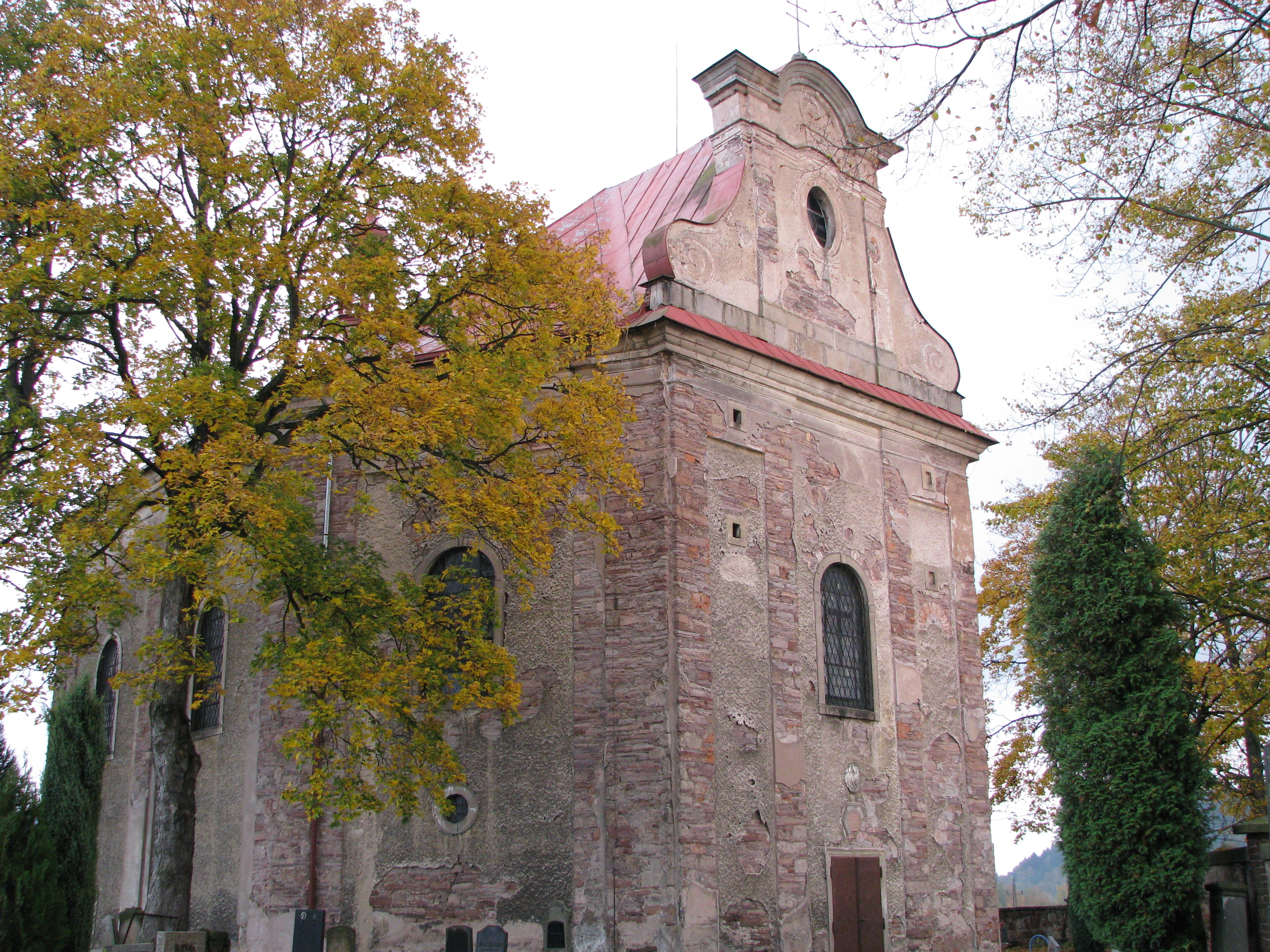
Kostel před rekonstrukcí
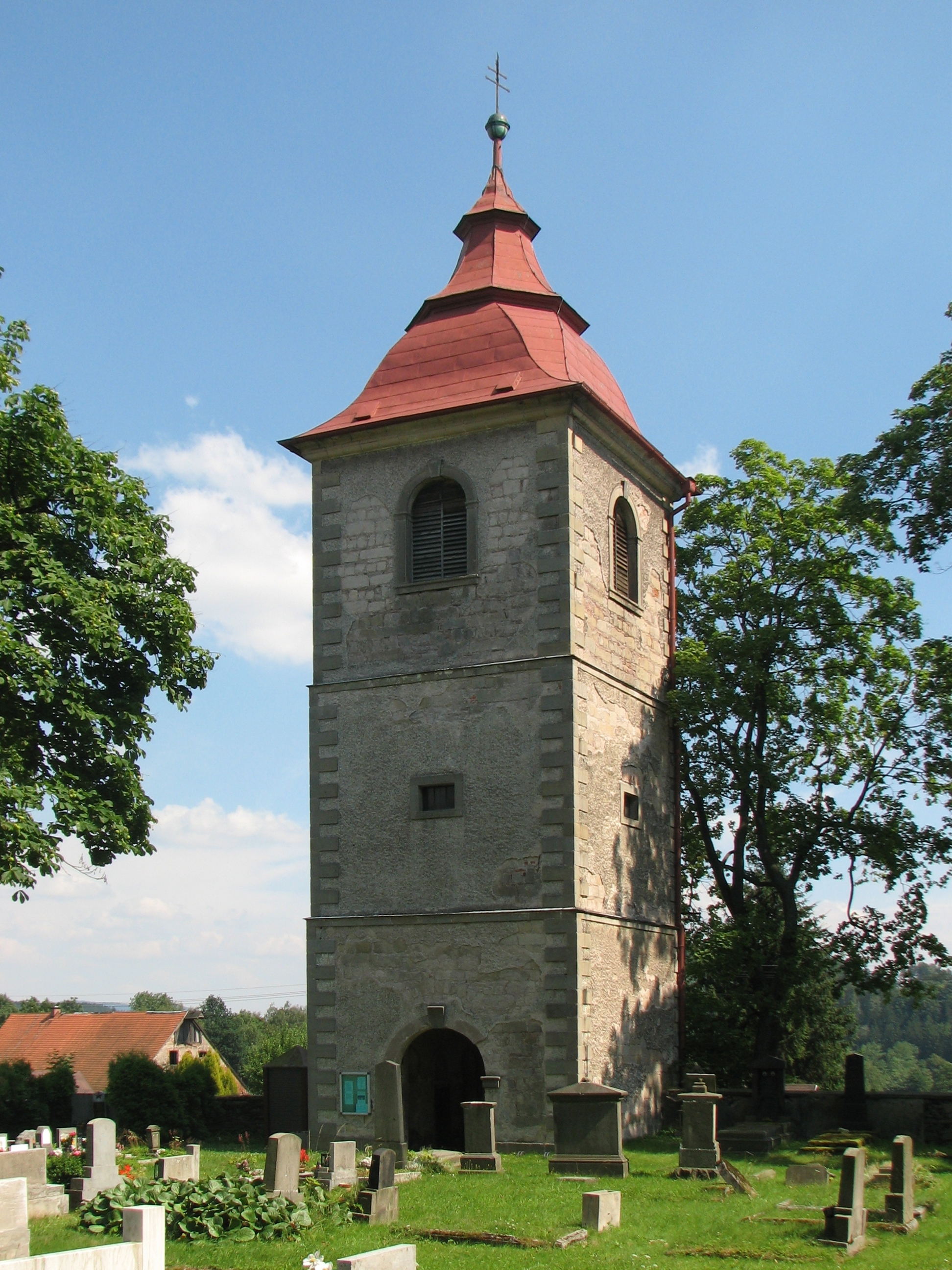
Zvonice
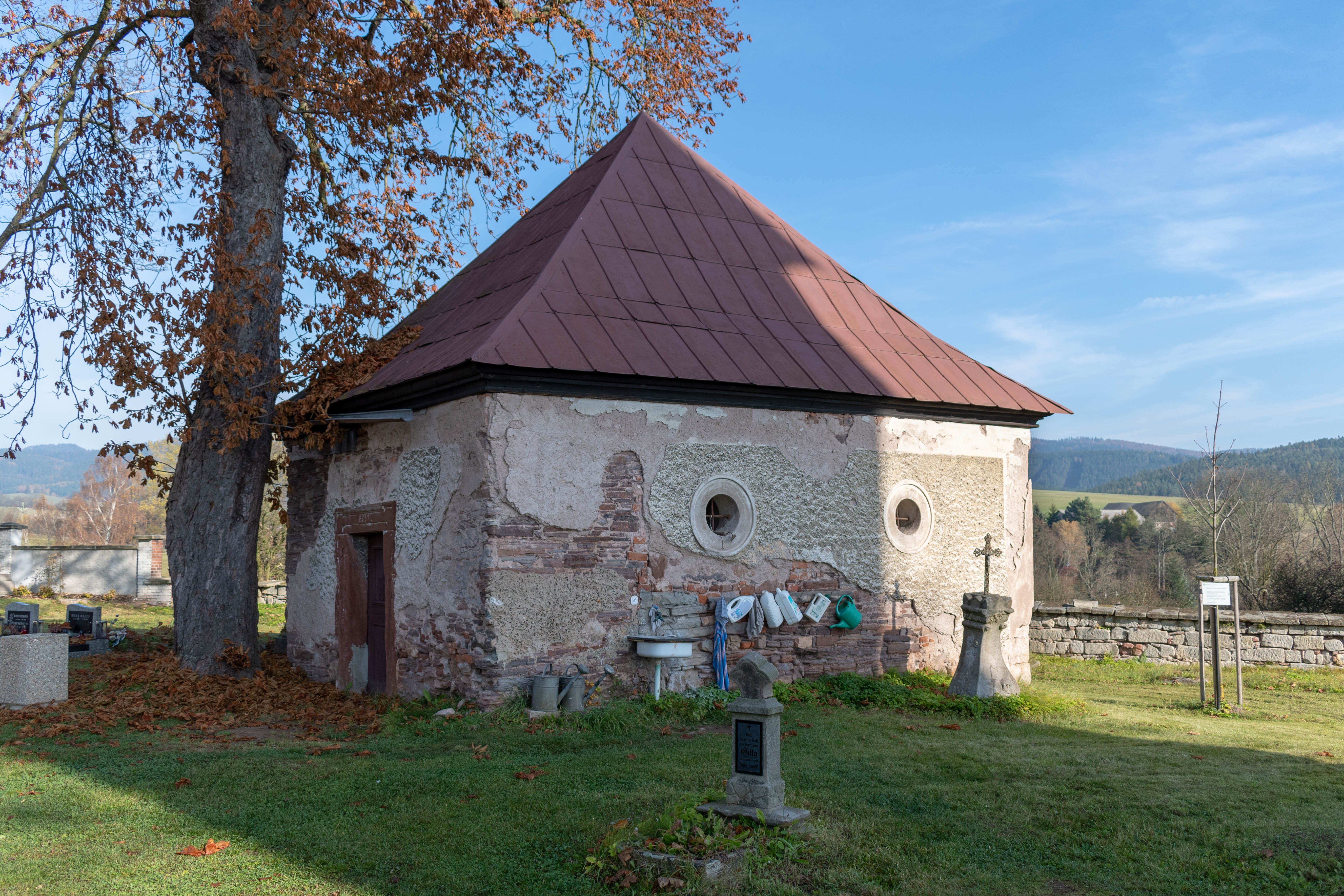
Márnice
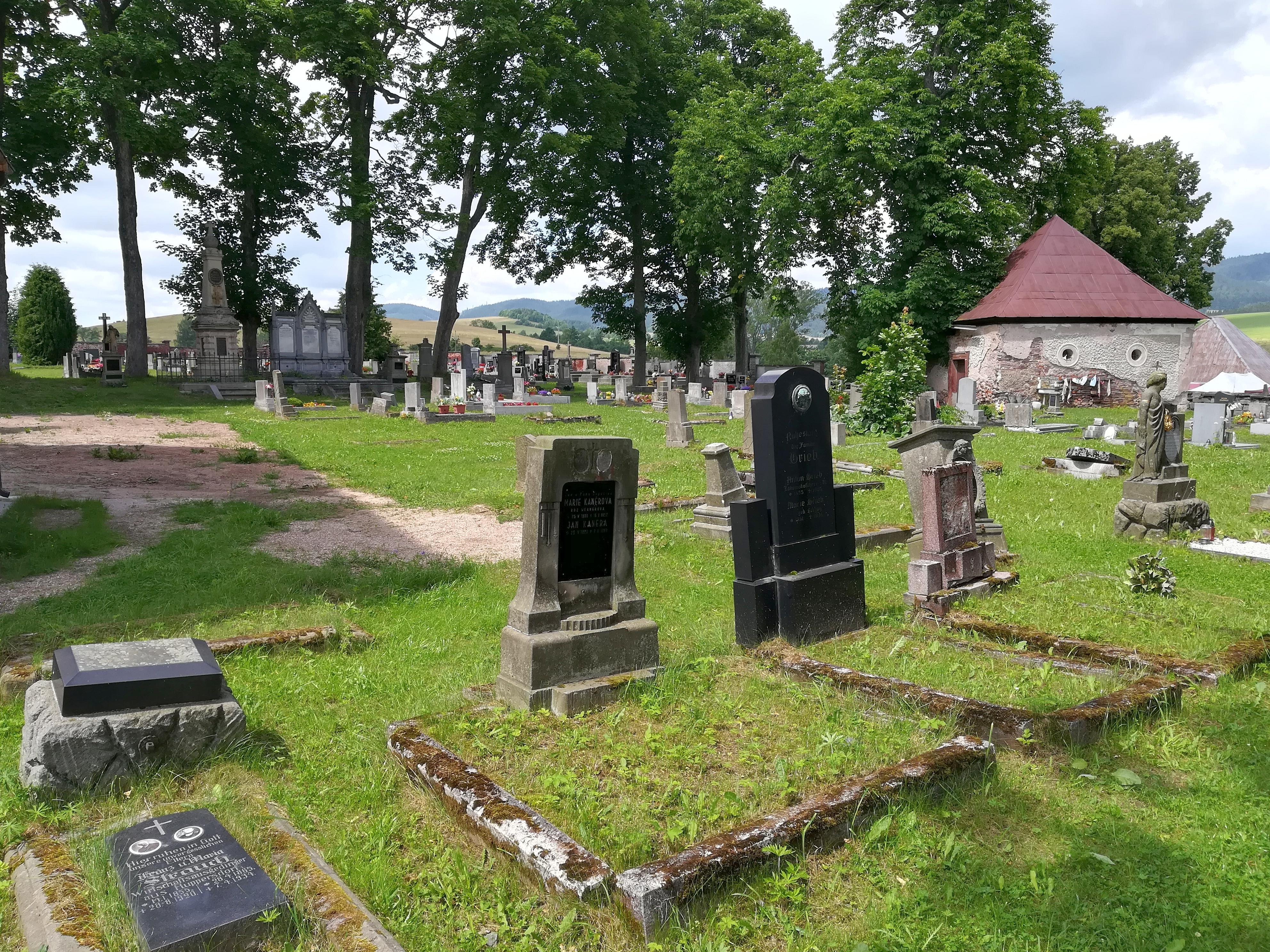
Hřbitov
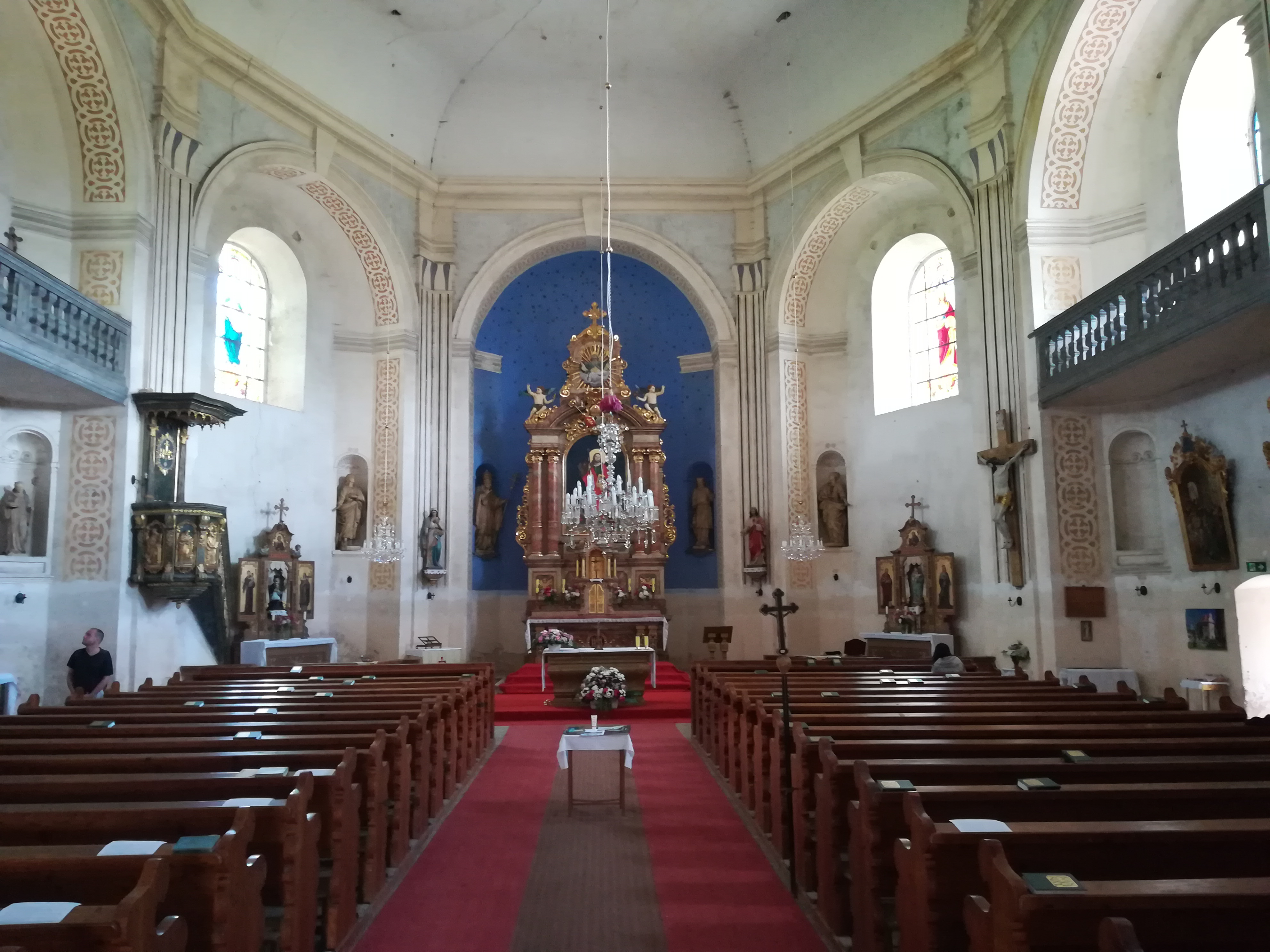
Interiér lodi
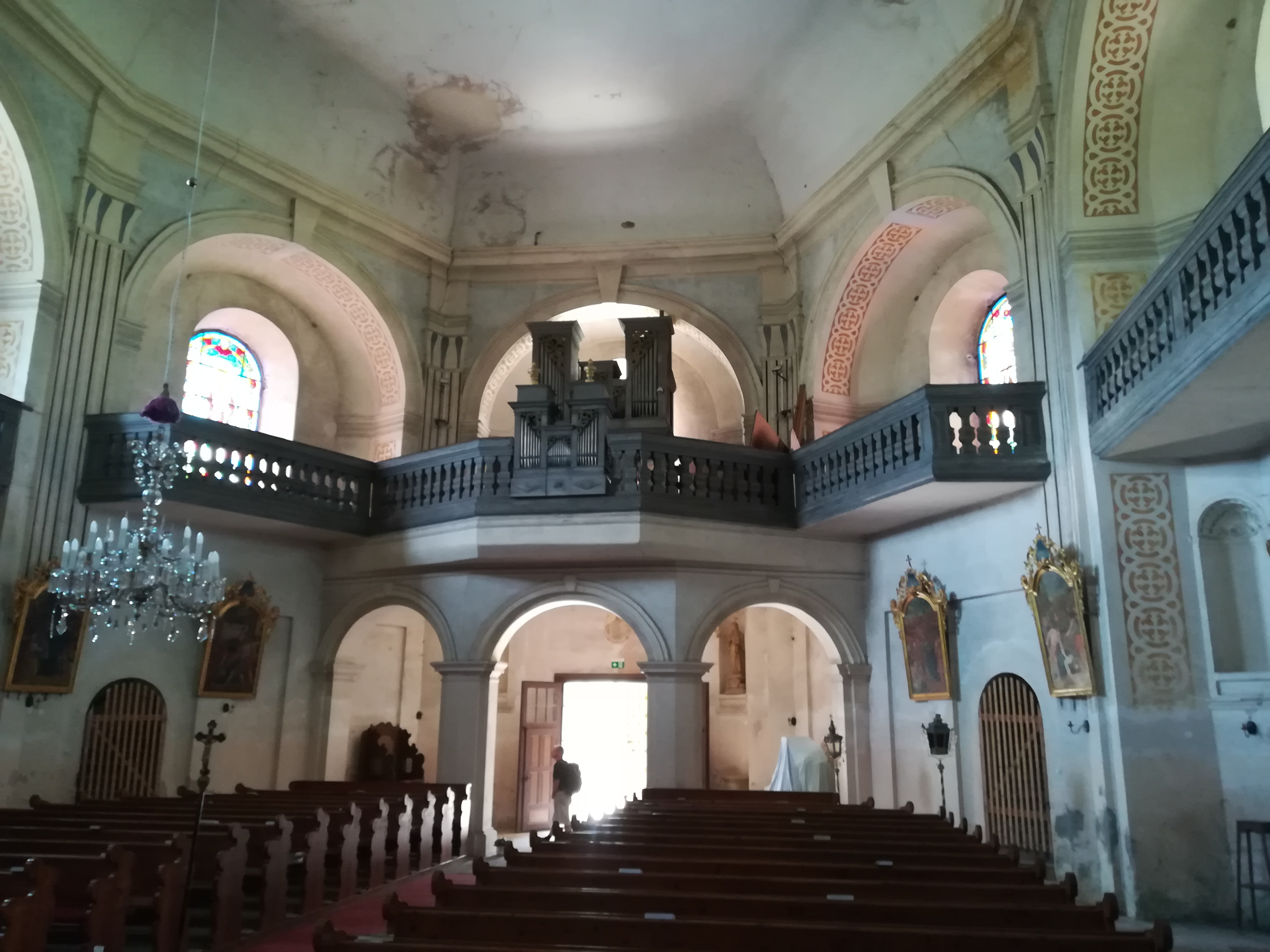
kruchta
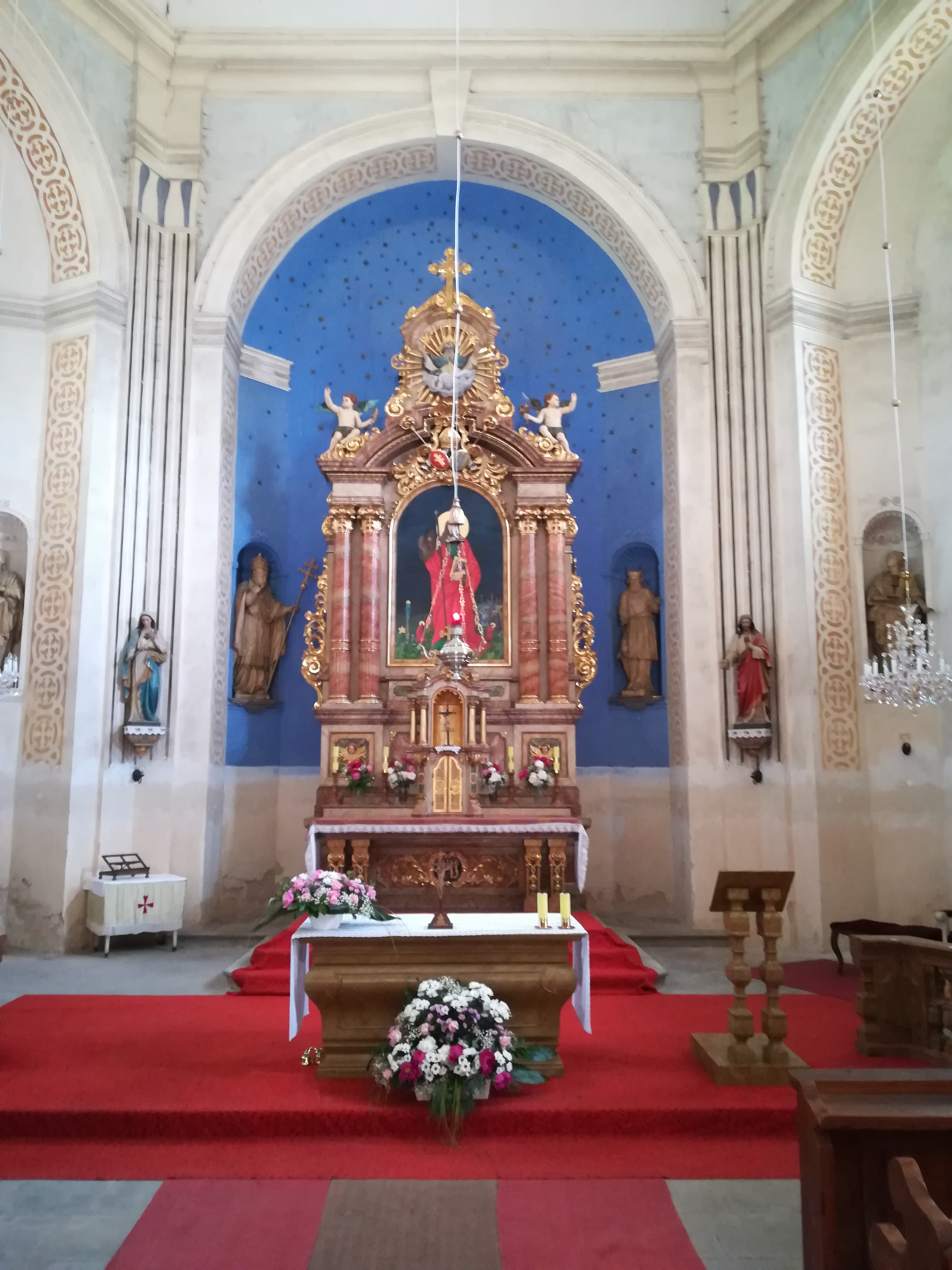
Hlavní oltář
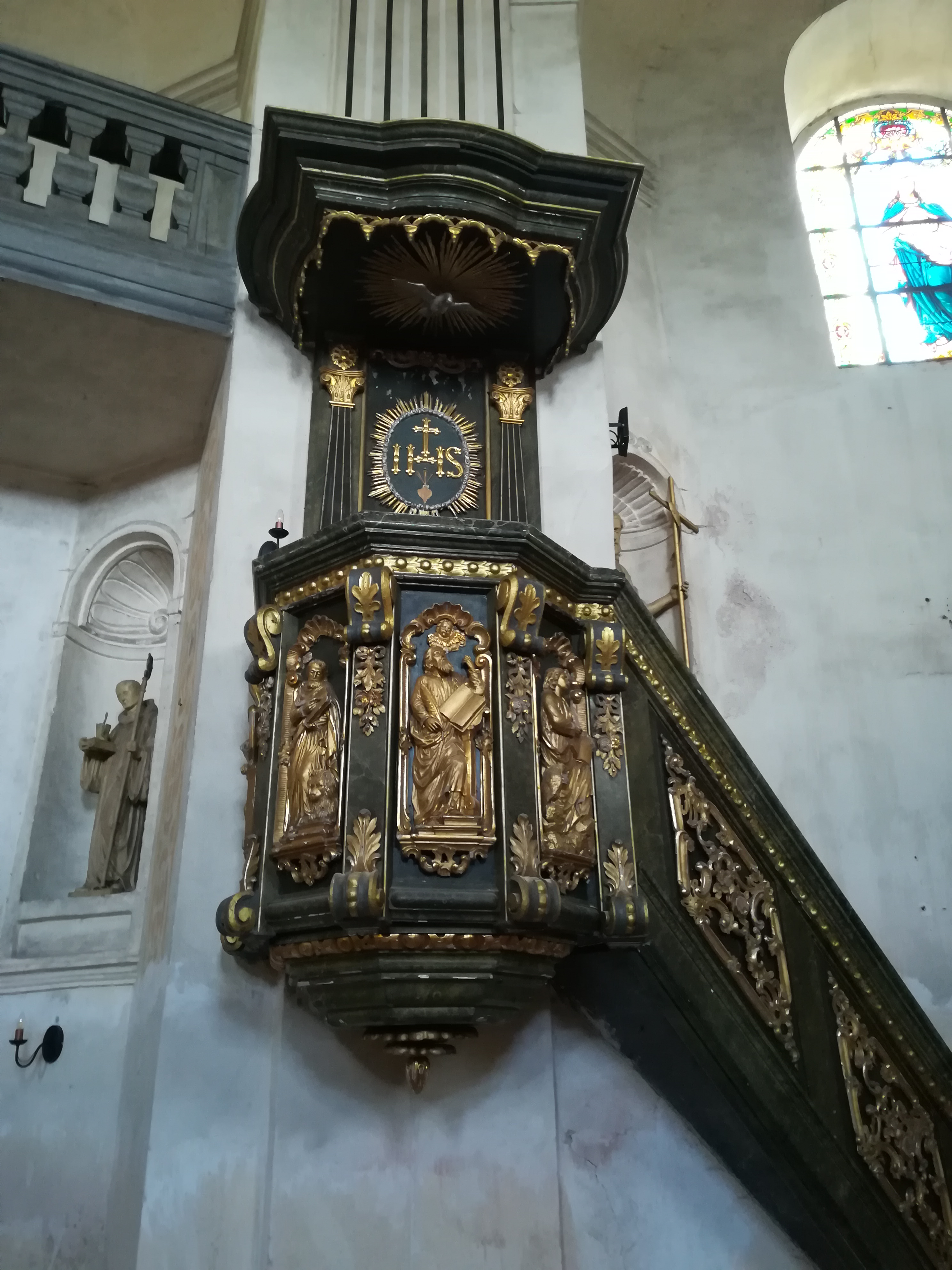
Kazatelna